# Linka 18 (metro v Paříži)

Linka v plánované síti Grand Paris Express

Linka 18 je zamýšlená linka pařížského metra ve zdejší aglomeraci jako jedna z větví plánovaného projektu Grand Paris Express. Linka dlouhá 35 km bude procházet 12 obcemi a bude mít 13 stanic. Zprovoznění prvního úseku (letiště Orly – Paris-Saclay) je plánováno na roky 2023/2024. Linka bude v systému MHD značená zelenou barvou.

## Historie projektu
Linka 18 je součástí projektu, který vyhlásil prezident Nicolas Sarkozy v roce 2009. Celá nová síť má propojit Letiště Charlese de Gaulla a Orly přes La Défense, Versailles a technologické centrum Paris-Saclay.

## Plánované etapy zprovoznění
- 2023/2024: úsek ze stanice CEA Saint-Aubin do Massy – Palaiseau
- 2023/2024: úsek ze stanice Massy - Palaiseau do Aéroport d’Orly
- 2030: úsek ze stanice CEA Saint-Aubin do Versailles-Chantiers
- po 2030: úsek ze stanice Versailles-Chantiers do Nanterre-La Folie.[1]

## Seznam plánovaných stanic
| Linka 18                 | Linka 18               | Linka 18 |
| Stanice                  | Obec                   | Přestup  |
| ------------------------ | ---------------------- | -------- |
| Nanterre-La Folie        | Nanterre               |          |
| Rueil                    | Rueil-Malmaison        |          |
| Versailles-Chantiers     | Versailles             |          |
| Satory                   | Versailles             |          |
| Saint-Quentin Université | Montigny-le-Bretonneux |          |
| Saint-Quentin Est        | Guyancourt             |          |
| CEA Saint-Aubin          | Saint-Aubin            |          |
| Orsay - Gif              | Orsay Gif-sur-Yvette   |          |
| Palaiseau                | Palaiseau              |          |
| Massy - Palaiseau        | Massy Palaiseau        |          |
| Massy-Opéra              | Massy                  |          |
| Antonypôle               | Antony                 |          |
| Aéroport d'Orly          | Paray-Vieille-Poste    | Orlyval  |